# Venă infraorbitală
Vena infraorbitală apare pe față prin unirea mai multor afluenți.și însoțeste artera infraorbitală și nervul infraorbital, trecând posterior, prin foramenul infraorbital, canalul infraorbital și canelura infraorbitală. Se varsă prin fisura orbitală inferioară în plexul venos pterigoid. Primește afluenți din structuri care se află aproape de podeaua orbitei și comunică cu vena oftalmică inferioară. 